# Дандрам
Дандрам (англ. Dundrum; ирл. Dún Droma) — деревня в Ирландии, находится в графстве Южный Типперэри (провинция Манстер).
12 августа 1865 года в 5 километрах от деревни упал метеорит, названный в честь Дандрама, который в настоящее время хранится в Музее естественной истории в Лондоне.

## Демография
Население — 191 человек (по переписи 2006 года). В 2002 году население составляло 191 человек.
Данные переписи 2006 года:
| Общие демографические показатели |               |                               |                               |      |      |
| Всё население                    | Всё население | Изменения населения 2002—2006 | Изменения населения 2002—2006 | 2006 | 2006 |
| 2002                             | 2006          | чел.                          | %                             | муж. | жен. |
| 191                              | 191           | -                             | -                             | 107  | 84   |

## Известные жители
- Клементина Гаварден (1822—1865) — художница-портретист и одна из пионеров фотографии.